# Agaran
Agaran (niem. Kamelmilch) – rasa gołębia z grupy dziewiątej (lotne) z numerem 893. Został wyhodowany w Turkmenistanie, do Niemiec importowany został z Moskwy. Występuje w jednej odmianie barwnej – żółtopłowej. Wzlatuje pionowo i klaszcze skrzydłami.
Jest drobny i o delikatnej sylwetce, z normalną szyją. Gęste i miękkie upierzenie. Oczy mają barwę od bursztynowożółtych do perłowych. Gołębice bardzo rzadko mogą występować w odmianie płowej. "Normalne" osobniki zawsze z pomarańczowo-kremowymi paskami na skrzydle, głowie, piersi, karku i szyi, płowymi skrzydłami i brzuszkiem oraz białymi sterówkami i lotkami. 
Ma prawie 10 centymetrowe pióra na stopach (łapcie) i sępie pióra. Nie jest zbyt rozpowszechniony. Średnica obrączki powinna wynosić 10 mm.